# Struga (Macedonia Północna)
Struga (mac. Струга, alb. Strugë, Struga) – miasto w południowo-zachodniej Macedonii Północnej, nad Czarnym Drinem i Jeziorem Ochrydzkim. Ośrodek administracyjny gminy Struga. W 2002 roku 54% mieszkańców stanowili Macedończycy, 32% – Albańczycy, 5% – Turcy, 3% – Wołosi.
Osadnictwo w okolicy miasta datuje się od neolitu (około 3 tysiąclecia p.n.e.). W starożytności w miejscu Strugi istniało miasto Enchalon na rzymskiej Via Egnatia. Za czasów cara Samuela uregulowano odpływ Czarnego Drinu z Jeziora Ochrydzkiego i stworzono system mostów i kanałów, który przetrwał co najmniej do czasów bizantyjskich. W średniowieczu Struga była ośrodkiem handlowym. Na przełomie XIX i XX wieku miasto miało około 4 tys. mieszkańców, przeważnie Macedończyków.
Od 1962 roku w Strudze odbywa się coroczny festiwal poetycki Strużańskie wieczory poezji, w którym poeci z różnych krajów rywalizują o „Złotą Koronę”, zaś wydawcy macedońscy o nagrodę im. braci Miladinow. W cerkwi pw. św. Jerzego zachowały się freski z XIV–XVI w. Niedaleko miasta znajduje się monaster „Kališta” z freskami z XIV i XV wieku, a w pobliskiej wsi Vraništa – cerkiew pw. Bogurodzicy, w której, jak się uważa, był koronowany bułgarski car Samuel. We wsi Ladorišta odnaleziono ruiny bazyliki z IV wieku z zachowaną mozaiką.
Struga jest ośrodkiem ruchu turystycznego. Kilka kilometrów na południe od miasta znajduje się port lotniczy Ochryda, który w 2016 odprawił 145 tys. pasażerów. W mieście rozwinął się przemysł włókienniczy, tytoniowy oraz drzewny.

## Współpraca
- Mangalia, Rumunia
- Famagusta, Cypr
- Waterbury, Stany Zjednoczone